# Превземане на Константинопол (1204)
Вижте пояснителната страница за други значения на Превземане на Константинопол.
Превземането на Константинопол на 13 април 1204 година от кръстоносците от Четвъртия кръстоносен поход, довежда до временно разпадане на Византийската империя.

## Предистория
През 1185 г. Исак II Ангел извършва държавен преврат и поставя началото на нова византийска династия – Ангелите. Но и той самият е детрониран от брат си Алексий III Ангел, който го ослепява и хвърля в тъмница в 1195 година. Синът на Исак II Ангел, Алексий IV се обръща за помощ към организаторите на IV кръстоносен поход. Предложението на Алексий е кръстоносната армия да се отправи към Константинопол, за което ще получи 200 хиляди сребърника – половината от императорското съкровище, ако върнат него и баща му на трона като съвладетели. Освен това Алексий обещава да подчини Византия на Рим и да се присъедини с голяма армия към кръстоносния поход към Египет. Предложението е много съблазнително за експедицията, изпаднала във финансови затруднения. Кръстоносните водачи го приемат, но редица по-низши участници не го приемат, а мнозина дезертират.
През юли 1203 г. кръстоносците обсаждат Константинопол, който изобщо не е подготвен за отбрана. След обсадата (11 юли – 1 август 1203 г.) Алексий III бяга (взима и около 10 кентенария (450 – 500 кг) злато, бижута и т.н. от ковчежницата и я оставя почти празна), а за император е избран Исак II. Кръстоносците не пожелават да го признаят, ако Алексий IV не бъде избран за съимператор, което и става на 1 август. Изпълнили обещаното, те започват да изискват онова, което Алексий IV им е обещал. Той осъзнава, че не може да изпълни всичко обещано, още повече като голяма част от хазната е ограбена от Алексий III. За да се опита да плати на кръстоносците, заповядва да се претопят икони, но дори тогава се събират само половината от обещаните средства. Всичко това е посрещнато с неодобрение и възмущение от жителите на столицата. Отношенията с кръстоносците, разположили се на лагер край града, стават все по-враждебни. Според един от големите византийски историци, Никита Хониат, това е „началото на упадъка на Римската държава“, но белези за това има още от началото на управлението на Ангелите.
На 25 януари 1204 г. в храма Света София е свикано съвещание на висшата аристокрация и духовенството. Никита Хониат, тогава велик логотет, е против свалянето на Алексий IV, но съдбата на Ангелите вече е решена. Извършен е нов преврат, Алексий IV е свален, а властта заграбва Алексий V Дука Мурзуфул. В тази ситуация Исак II умира, както се твърди от шок, след като синът му Алексий IV е удушен на 28 или 29 януари. От своя страна, обикновеното гражданство лансира войника Николай Канава. В крайна сметка Мурзуфул се налага, но не е в състояние да организира защитата на града.

## Щурм и разграбване
През март 1204 г., под предлог възстановяването на справедливостта и нуждата от рицарско отмъщение за гибелта на Алексий IV, кръстоносците подготвят щурм на столицата. Още тогава те вземат решение за подялбата на Византия (т. нар. Partitio Romanie). Ha 9 април започва щурмът на града – избухват пожари, настъпва паника, започват нови борби за власт. Мурзуфул също дезертира, за неговото място се борят Константин Ласкарис и Теодор Дука. Връх взема Константин, но се спори дали е бил коронясан според вековния имперски церемониал. Напоследък с нови аргументи П. Жаворонков показва, че това вероятно е станало, следователно за известно време легитимен василевс наистина е Константин XI Ласкарис. Опитът на Константин и брат му Теодор да организират защитата на Константинопол претърпява фиаско. На 13 април кръстоносците завладяват непревземаемата векове наред имперска столица, подлагайки я на невиждан грабеж. Най-подробни в това отношение са разказите на Жофроа дьо Вилардуен (историограф на похода и маршал на Романия впоследствие) и на византийския историк Никита Хониат.
След като превземат града, плячкосват много, изнасилват и избиват много от гражданите му. Грабежът на най-големия и най-богат в тогавашна Европа град образно е наречен от самите латинци „Гибелта“, или „Опустошението на града“, а Вилардуен твърди, че никога един толкова богат град не е опустошаван по такъв варварски начин. В продължение на цели три дни: 14 – 16 април, кръстоносците разграбват държавните и църковните съкровища, богатите манастири, домовете на знатните лица. Според някои източници са ограбили общо около 900 000 сребърни марки. 500 000 скриват, 150 000 отиват за дълга на кръстоносците, а останалите са поделени между тях и венецианците. Много икони и други артефакти биват изпратени към Западна Европа. икита Хониат с горчивина пише за „варварите, които, понеже не ценяха красотата, не пощадиха бронзовите статуи, украсяващи Хиподрума, и ги унищожиха за нищожна полза“. Освен това от Константинопол са отнесени на Запад мощите на редица светци, събирани векове наред от Палестина, Сирия и целия Изток. Венецианците също ограбват много църковни светини, включително Христовия трънен венец, по-късно продаден на френския крал Луи IX Свети. Най-много реликви попадат във Венеция, Франция, Рим (Ватикана), Генуа, в отделни големи абатства и храмове в Германия и Испания. Според Енциклопедия Британика това е едно от най-позорните и доходоносни плячкосвания на град в историята. Въпреки положената клетва и под заплаха от отлъчване, кръстоносците безжалостно и систематично унищожават свещените места в града и ограбват всичко, каквото могат.

## Последици
В резултат от превземането на Константинопол на 13 април 1204 година на мястото на бившите територии на империята възникват нови държави и самостоятелни владения (държавни образувания).
Под латинско господство:
- Латинска империя
- Солунско кралство
- Ахейско княжество
- Атинско херцогство

Под византийско господство:
- Никейска империя
- Епирско деспотство
- Трапезундска империя (вече като отделна държава до покоряването ѝ през 1461 г.)